# Albert Engstfeld

Albert Engstfeld, 1911 in Brügge

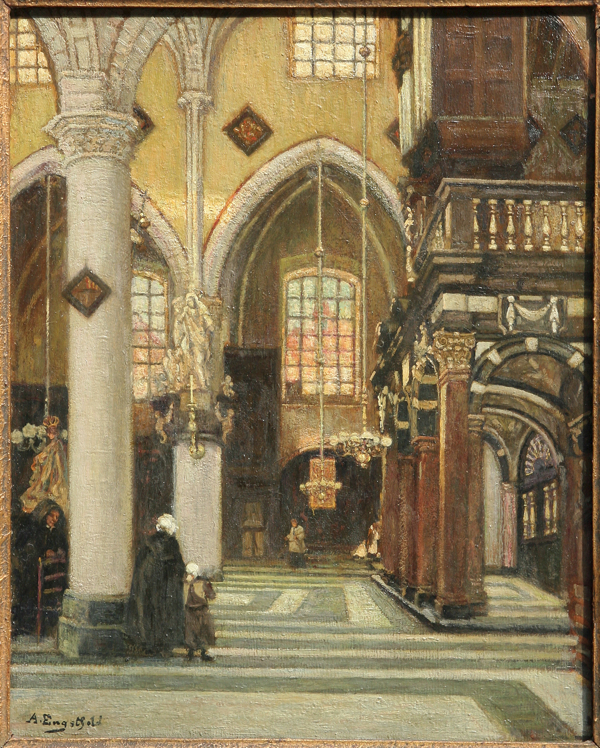
Kircheninterieur St. Jacques in Brügge (Öl auf Holz, vor 1914)

Albert Engstfeld (* 25. August 1876 in Düsseldorf; † 20. April 1956 in Langenfeld-Richrath, Rheinland) war ein deutscher Maler, der der Düsseldorfer Schule zuzurechnen ist.

## Leben und Werk
Albert Engstfeld kam als viertes von sieben Kindern von Albert und Anna Barbara (geb. Schöneberg) in Düsseldorf zur Welt. Nach dem Besuch der Volksschule und der Oberrealschule am Fürstenwall begann er ab 1892 ein Studium an der Königlich Preußischen Kunstakademie zu Düsseldorf bei Peter Janssen und Arthur Kampf. 1896 schloss er sein Studium erfolgreich ab. Als Mitglied im Akademischen Verein „Laetitia“, einer um die Jahrhundertwende einflussreichen Studentenverbindung an der Düsseldorfer Kunstakademie, strebte Engstfeld jedoch nicht nach einer Professur, sondern widmete sich dem eigenen Schaffen.
Nach Abschluss seines Studiums weilte Engstfeld zu zahlreichen Malaufenthalten in den Niederlanden, wo er bis 1907 häufig bei seinem ehemaligen Studienkollegen Johann Georg Dreydorff in Sluis wohnte. Hier begegnete er anderen Malern, die sich dort ebenfalls in diesen Jahren aufhielten. Ausstellungsbeteiligungen in Düsseldorf, Berlin und Köln zeigen, dass der Kontakt in die Heimat nicht abriss. Ab 1908 lebte Engstfeld für sechs Jahre in Brügge, wo er Mitglied im „Cercle artistique de Bruges“ wurde. In seiner Werkkladde sind mehrere Ausstellungen in Brügge und andernorts in Belgien belegt. Ebenso weilte er in dieser Zeit mehrfach bei seinem Onkel und seinem Bruder, erst im böhmischen Reichenberg (Liberec), danach auch in Wien. Hierbei entstand u. a. das Gemälde „Kreuzkirche in Reichenberg“ (s. unten: Werke in öffentlichen Sammlungen). Belegt durch seine Werkkladde und Presseartikel ist aber auch die Teilnahme an Ausstellungen in Wien 1907 und 1911.
Seine künstlerische Arbeit erreichte in dieser Zeit ihre Reifephase. Seine Kircheninterieurs, wie beispielsweise das Werk „Kircheninterieur St. Jacques in Brügge“ stehen, ebenso wie seine Stillleben, in der Tradition der holländischen Malerei des 17. Jahrhunderts. Auch die Landschaften und Stadtansichten greifen holländische und belgische Motive auf, sind aber in Farbigkeit und Duktus stärker dem Realismus und dem Spätimpressionismus verpflichtet.
Wegen der Gefahr, im noch nicht von Deutschland besetzten West-Flandern als „feindlicher Ausländer“ interniert zu werden, floh Engstfeld im August 1914 über Holland zurück nach Deutschland. Er wurde der Reserve zugewiesen, im Krieg war er aber offenbar nicht eingesetzt. 1919 heiratete er die Gastwirtstochter Maria Hartmann. Das Paar ließ sich in Hilden/Rheinland nieder. Es hatte eine gemeinsame Tochter.
Die künstlerische Produktion Engstfelds geriet ab den 1920er-Jahren ins Stocken, er reproduzierte häufig eigene Bilderfindungen aus der Vorkriegszeit. 1920 und 1921 war er an einigen Ausstellungen im Rheinland beteiligt. Er konnte offenbar nur noch wenige Bilder verkaufen.
In den wirtschaftlich schwierigen Zeiten kam Engstfelds Verwandtschaft für den Unterhalt seiner Familie auf. Außerdem sorgte der Fabrikant Alfred Friedrich Flender (1876–1939), Präsident des Kunstvereins für die Rheinlande und Westfalen, für regelmäßige Ankäufe. Seine Rolle als Mäzen Engstfelds übernahmen später Flenders Söhne.
Im Verlauf der 1930er-Jahre zog sich der Maler immer stärker zurück. Bis zu seinem Tode sind nur noch wenige Ausstellungsbeteiligungen und Auftragsarbeiten belegt. Während eines Aufenthalts in Elfershausen in Unterfranken 1942 schuf er noch eine Reihe von Landschaftsbildern der Umgebung.
Seine Aufnahme in die Reichskammer der bildenden Künste wird in einem Artikel der Lokalpresse unter anderem mit der Anfertigung eines Porträts der Ordensgründerin Maria Theresia Bonzel für die katholische Theresienschule in Hilden 1931 begründet. Engstfelds Korrespondenz mit dem ehemaligen Bundesbruder der „Laetitia“, E. J. Friderici, lässt allerdings innere Distanz zu den politischen Verhältnissen erkennen.
Zum 75. Geburtstag des Malers organisierte die Stadt Hilden im August 1951 eine kleine Verkaufsausstellung. Seit Beginn der 1950er-Jahre wurde der Maler zunehmend depressiv. Er verbrannte Briefe, Skizzen und Fotos. Seiner Tochter gelang es, einige Unterlagen, darunter die Kladde des Künstlers mit Vermerken zu Ausstellungen und Verkäufen, zu retten.
Am 20. April 1956 starb Albert Engstfeld im St.-Martinus-Krankenhaus, Langenfeld-Richrath. Die Beisetzung erfolgte auf dem Hauptfriedhof Hilden. Im November desselben Jahres organisierte seine Heimatstadt im Rahmen der „2. Niederbergischen Kunstausstellung“ eine kleine Retrospektive der Werke des Malers.

### Ausstellungen (Auswahl)
- Einzelausstellung in Barmen, Barmer Kunstverein, 1904
- Internationale Kunstausstellung Düsseldorf, 1904
- Deutsche Kunstausstellung, Köln 1906
- Kunstsalon Lenobel, Köln, 1906, 1907
- Deutsch-Nationale Kunstausstellung, Düsseldorf 1907
- „Bruges – ses Peintres“, Brügge 1908[9]
- Große Kunstausstellung Düsseldorf, 1909
- Barmer Kunstverein in der Barmer Ruhmeshalle, 1910
- Große Berliner Kunstausstellung, Berlin, 1903, 1905, 1910, 1913
- Internationale Kunstausstellung Dresden 1908[10]
- Internationale Aquarellausstellung Dresden 1911[11]
- Große Düsseldorfer Kunstausstellung, 1911
- Große Kunstausstellung Dresden, 1912
- Ausstellung des Kunstvereins für die Rheinlande und Westfalen, Düsseldorf, 1919[12]
- Juryfreie Kunstausstellung Düsseldorf, 1930
- „Verein Düsseldorfer Künstler 1904“ in der Düsseldorfer Kunsthalle, 1932 und 1933
- „Gemeinschaftswerk Kunst und Künstler“ des Kreises Mayen; Abschlussausstellung in der Düsseldorfer Kunsthalle, 1936
- 2. Niederbergische Kunstausstellung 1965, Landkreis Mettmann[13]
- "Von der Nordsee an die Itter", Retrospektive, Städt. Galerie im Bürgerhaus, Hilden, 2024[14]
- Interieur der Kirche St. Anna ter Muiden, Telfair Foundation, Savannah GA (USA), im Rahmen der Sonderausstellung „Stay a while: Interiors in Art“, 28.3.2025 – 5.4.2026[15]

### Mitgliedschaften
- Freie Vereinigung Düsseldorfer Künstler
- Kunstverein für die Rheinlande und Westfalen, Düsseldorf
- Münchner Künstlergenossenschaft
- Cercle artistique de Bruges
- Verein zur Veranstaltung von Kunstausstellungen e.V., Düsseldorf
- Berliner Kunstgenossenschaft
- Verein der Düsseldorfer Künstler zur gegenseitigen Unterstützung und Hilfe
- Deutscher Künstlerbund, Weimar
- Reichskammer der bildenden Künste[16][17]

### Werke in öffentlichen Sammlungen
- Telfair Museum of Art, Savannah: Kircheninterieur St. Anna in Sluis, Zeeland[18]
- Stadt Hilden
  - Wilhelm-Fabry-Museum: Porträt von Wilhelm Fabry, 1935
  - Alter Ratssaal im Bürgerhaus: Porträt von Bürgermeister Karl Wilhelm Heitland
- Sammlung des Sudetendeutschen Instituts, München (Magazin): Hochaltar der Kreuzkirche von Reichenberg (Liberec)